# Bhuana Giri
Bhuana Giri is een bestuurslaag in het regentschap Karangasem van de provincie Bali, Indonesië. Bhuana Giri telt 5814 inwoners (volkstelling 2010).